# 田中久重

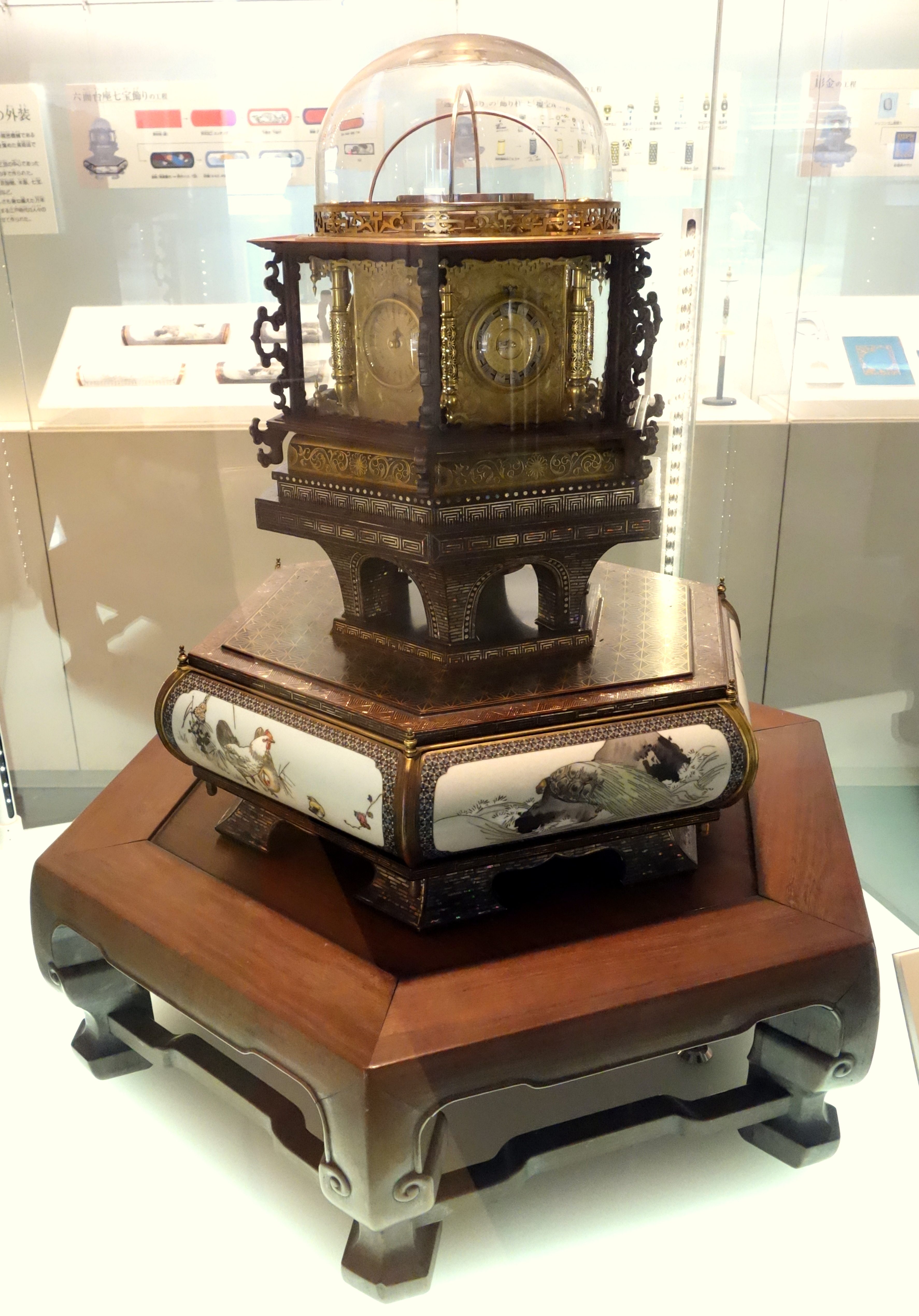
萬年自鳴鐘

田中久重（1799年10月16日（寬政十一年九月十八日）—1881年（明治十四年）1月11日）是日本江戶時代末期至明治時代初期的著名發明家，有「東洋的愛迪生」（東洋のエジソン）之稱。

## 生平
幼名儀右衛門，生於筑後国久留米（今福岡縣久留米市）。擅長製作各種精巧的機關人偶（からくり人形），20多歲時創造的「弓曳童子」機關人偶被後世視為江戶時代機關人偶的登峰造極之作。除了機關人偶之外，田中久重也有許多諸如懷中燭台、無盡燈、萬年自鳴鐘等匠心獨具的創意發明，當時的人譽之為「機關儀右衛門」（からくり儀右衛門）。其弟子兼養子田中大吉（二代目田中久重）於久重逝世翌年創設的田中製造所即東芝的前身。

## 外部連結
- 田中久重物語（日語）